# III symfonia Góreckiego
III Symfonia op. 36 „Symfonia pieśni żałosnych” – trzyczęściowa symfonia Henryka Mikołaja Góreckiego, powstała w okresie od października do grudnia 1976 roku w Katowicach.
Premiera dzieła odbyła się 4 kwietnia 1977 roku na festiwalu w Royan, we Francji. Dyrygentem orkiestry był Ernest Bour, a solistką Stefania Woytowicz (sopran). Czas trwania symfonii to około 55 minut.

## Historia
Symfonia powstała pod wpływem słów wyrytych na ścianie więziennej celi numer 3 pensjonatu „Palace” przez Helenę Błażusiak: „Mamo, nie płacz, nie. Niebios Przeczysta Królowo, Ty zawsze wspieraj mnie. Zdrowaś Mario”. Dziewczyna została schwytana 25 września 1944 roku przez Niemców w Schronisku na Lubaniu i więziona przez gestapo w zakopiańskim komisariacie „Palace”.
Wspomniane słowa prawdopodobnie nawiązywały do ballady z 1919 roku, autorstwa Anny Fischerówny o Jurku Bitschanie:
[...] Do swoich znów się rwie.
Rwie się, lecz pada na nowo...
„Ach, Mamo, nie płacz, nie!...
Niebios przeczysta Królowo!
Ty dalej prowadź mnie..."
Staranny autograf symfonii, na podstawie którego Polskie Wydawnictwo Muzyczne przygotowało edycję faksymilową, znajduje się w zbiorach Biblioteki Narodowej, do których został zakupiony od spadkobierców w 2017. Od 2024 rękopis prezentowany jest na wystawie stałej w Pałacu Rzeczypospolitej.

### Tło
Początkowo utwór i jego kompozytor znany był jedynie krytykom i koneserom, głównie jako jeden z twórców powojennej, polskiej muzyki poważnej. Jednak od 1992 roku, kiedy to wydawnictwo Elektra Records opublikowało symfonię (w wykonaniu London Sinfonietta pod dyrekcją Davida Zinmana), trafiła ona na czołowe miejsca amerykańskich i brytyjskich list przebojów zajmujących się muzyką poważną, przynosząc światową sławę swojemu twórcy. Ponad milionowa sprzedaż, która przerosła nakład współczesnych twórców muzyki poważnej, nie przełożyła się na zainteresowanie innymi dziełami artysty.

## Charakterystyka
W symfonii odznacza się przejście od charakterystycznej dla wcześniejszego Góreckiego atonalności do technik bardziej tradycyjnych.
W każdej z części sopran śpiewa do słów innego polskiego tekstu. Pierwszym jest XV-wieczny polski lament maryjny, drugim wiadomość napisana na ścianie celi w kwaterze Gestapo podczas II wojny światowej, a trzecim śląska piosenka ludowa o matce szukającej syna, poległego w powstaniach śląskich. Części pierwsza i trzecia napisane są z perspektywy matki, która straciła dziecko, część druga z perspektywy dziecka oddzielonego od matki. Tematami dominującymi w symfonii są macierzyństwo oraz separacja spowodowana przez wojnę.

## Części symfonii
1. Lento. Sostenuto tranquillo ma cantabile
2. Lento e largo. Tranquilissimo – cantabilissimo – dolcissimo – legatissimo
3. Lento. Cantabile-semplice